# Dominic Meier
Dominic Meier (* 26. Dezember 1976 in Chur) ist ein ehemaliger Schweizer Eishockeyspieler, der zuletzt beim SC Bern in der National League A unter Vertrag stand.

## Karriere
Dominic Meier begann seine Karriere als Eishockeyspieler beim EHC Chur, für den er von 1994 bis 1996 in der Nationalliga B aktiv war. Anschließend wechselte er zu den Rapperswil-Jona Lakers aus der Nationalliga A, bei denen er vier Jahre lang einen Stammplatz hatte. Im Sommer 2000 unterschrieb der Verteidiger beim SC Bern, mit dem er in der Saison 2003/04 erstmals in seiner Laufbahn Schweizer Meister wurde. Nach sieben Jahren verließ der Verteidiger 2007 die Hauptstädter, als er von deren Ligarivalen EV Zug verpflichtet wurde. Wiederum zwei Spielzeiten später kehrte der Rechtsschütze zur Spielzeit 2009/10 zu seinem Ex-Club aus Bern zurück und gewann mit dem SC Bern in der Saison 2009/10 seine zweite Schweizer Meisterschaft. Die folgende Saison fiel Meier wegen eines Knorpelschadens im rechten Knie fast komplett aus.
Im Januar 2012 lieh der SC Bern Meier an den NLB-Club EHC Basel aus. Im Mai 2012 wurde er bis zum Auslaufen seines Vertrages am Saisonende 2012/13 an den EHC Biel ausgeliehen.

### International
Für die Schweiz nahm Meier an der U20-Junioren-Weltmeisterschaft 1996 teil, bei der er mit seiner Mannschaft den neunten Platz belegte.

## Erfolge und Auszeichnungen
- 2004 Schweizer Meister mit dem SC Bern
- 2010 Schweizer Meister mit dem SC Bern

## Karrierestatistik
(Legende zur Spielerstatistik: Sp oder GP = absolvierte Spiele; T oder G = erzielte Tore; V oder A = erzielte Assists; Pkt oder Pts = erzielte Scorerpunkte; SM oder PIM = erhaltene Strafminuten; +/− = Plus/Minus-Bilanz; PP = erzielte Überzahltore; SH = erzielte Unterzahltore; GW = erzielte Siegtore; 1 Play-downs/Relegation; Kursiv: Statistik nicht vollständig)